# باش بلاغ (أيل تيمور)
باش بلاغ (بالفارسية: پاش‌بلاغ) هي قرية تقع في إيران في أذربيجان الغربية. يقدر عدد سكانها بـ 199 نسمة بحسب إحصاء 2016.